# Lago Pihlajavesi
El lago Pihlajavesi es uno de los mayores lagos de Finlandia, con 712,59 km²; es el sexto del país. Pihlajavesi tiene la segunda cuenca más grande en el complejo sistema lacustre-fluvial del lago Saimaa. El lago Pihlajavesi carece de grandes zonas lacustres abiertas, pero tiene 3819 islas, más islas que cualquier otro lago en Finlandia. Las mayores son Moinsalmensaari (53 km²),  Pellosalo (16 km²), Ahvionsaari (13 km²), Kongonsaari (13 km²), Tuohisaari (11 km²), Saukonsaari (11 km²), Vaahersalo (9,5 km²), Laukansaari (9,3 km²), Laukansaari (8,8 km²), Ritosaari (7,4 km²), Kokonsaari (7,0 km²), Iisalo (6,9 km²), Kesamonsaari (6,8 km²) y Liistonsaari (6,4 km²). Además, la gran isla de Sääminginsalo (1069 km²) cierra el lago por su lado nororiental, separándolo del lago Puruvesi. El lago es muy intrincado y está conectado mediante canales con numerosos lagos, en general más pequeños, siendo el más importante, al norte, el lago Haukivesi (562,31 km²), y el lago Saimaa, al suroeste, a través del que drena.
En 1930 había en el lago cerca de veinte islas habitadas, con una población de alrededor de mil personas, pero el éxodo rural ha causado que se reduzcan a casi solo 200 habitantes.
Los miles de islas a través de la laberíntica zona del lago hacen que sea hogar de numerosas especies de aves anidadoras y también de la foca anillada de Saimaa (Phoca hispida saimensis), de las que 60 ejemplares de esta especie en peligro de extinción viven en el lago. El color de las aguas del lago es oscuro, en algunos lugares casi negro, pese a que esté limpio.
El lago Pihlajavesi pertenece, junto con el castillo medieval de Olavinlinna, a los 27 paisajes nacionales de Finlandia.

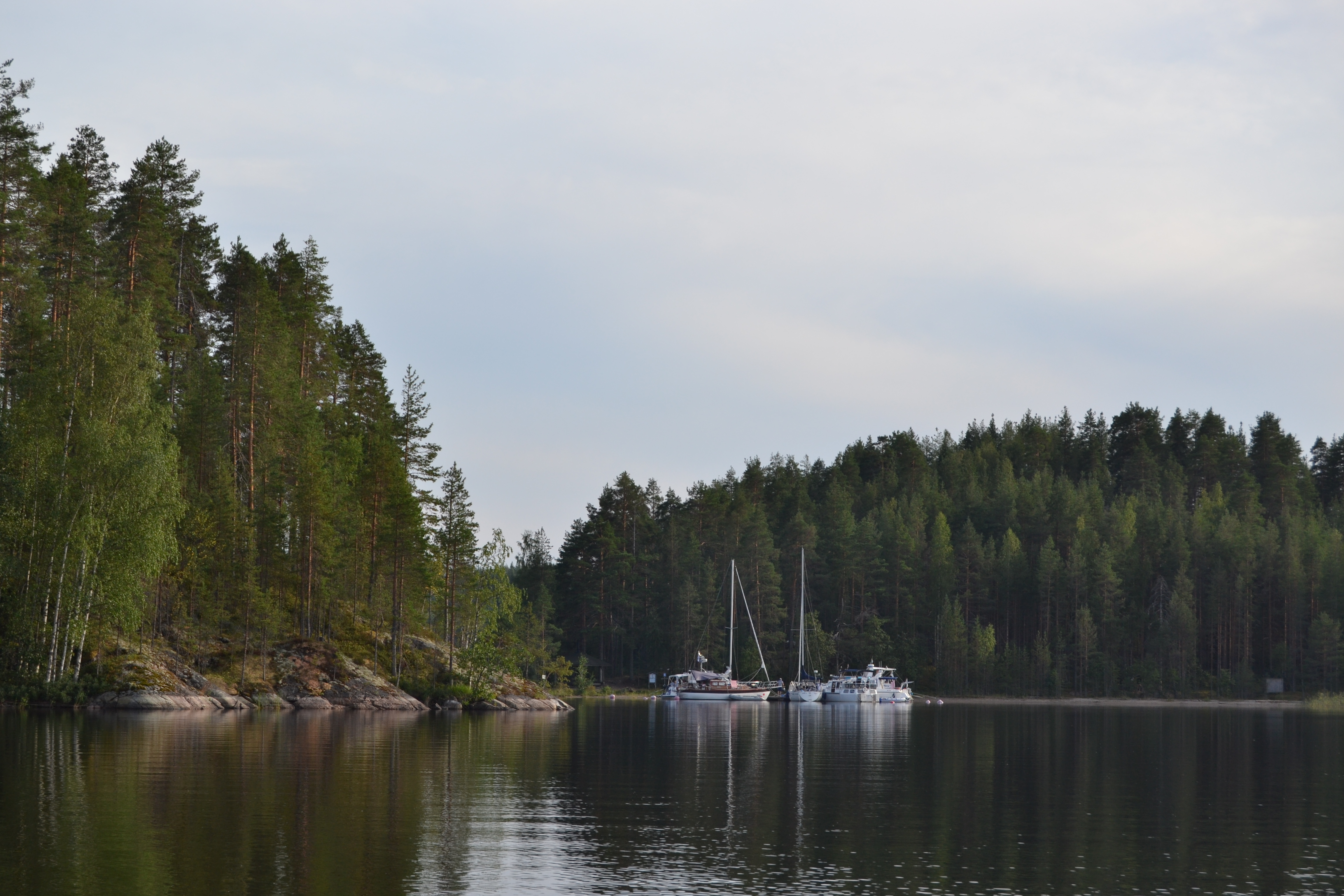
Mitinhiekka